# María Isabel (1966)
María Isabel é uma telenovela mexicana, produzida pela Televisa e exibida em 1967 pelo Telesistema Mexicano.
A trama é baseada na história em quadrinhos homônima publicada na revista Lágrimas Risas y Amor escrita por Yolanda Vargas Dulché.

## Elenco
- Silvia Derbez ... María Isabel
- Raúl Ramírez ... Ricardo Mendiola
- Bárbara Gil ... Mireya Serrano
- Fernando Mendoza ... Felix Pereyra
- Irma Lozano ... Rosa Isela/Graciela
- Andrea Cotto ... Gloria
- Oscar Morelli ... Leobardo
- Eduardo McGregor ... Rogelio
- José Carlos Ruiz ... Pedro
- Ada Carrasco ... Chona
- Vicky Aguirre
- Aurora Cortés
- Elizabeth Dupeyrón